# Hodějov (tvrz)
Tvrz Hodějov stávala pravděpodobně na návsi v obci Hodějov.

## Historie
Kdy byla tvrz postavena není známo. Za její stavbou pravděpodobně stáli Hodějovští z Hodějova, kteří obec vlastnili do poloviny 15. století. Roku 1454 koupil Přech z Čestic statek od Jana Hodějovského z Hodějova a následně jej připojil ke Lčovicím. Dále jej vlastnili Mikuláš z Kraselova a Chřepičtí z Modliškovic. Za celou dobu však o tvrzi není žádná zmínka. Roku 1699 je při prodeji Hodějova Kocem z Dobrše Janu Hynkovi Dlouhoveskému z Dlouhé Vsi zmiňován pouze dvůr. V té době již tedy byla tvrz pustá. Kdy zanikla není známo, nejpozději k tomu došlo za třicetileté války. Zbytky tvrze měly být údajně viditelné ještě na počátku 20. století.